# U-19-Fußball-Europameisterschaft der Frauen 2006
Die 9. U-19-Fußball-Europameisterschaft der Frauen wurde in der Zeit vom 11. bis 22. Juli 2006 in der Schweiz ausgetragen. Deutschland gewann das Turnier durch einen 3:0-Sieg über Frankreich. Für Deutschland war es bereits der vierte Turniersieg. Spielberechtigt waren Spielerinnen, die am 1. Januar 1987 oder später geboren wurden.

## Qualifikation
44 Nationen hatten sich für das Turnier gemeldet. Die Schweiz war als Ausrichter automatisch qualifiziert, während Deutschland, Frankreich und Spanien für die erste Qualifikationsrunde ein Freilos bekamen.
Die übrigen 40 Nationalmannschaften wurden auf zehn Gruppen zu je vier Mannschaften aufgeteilt. Die Gruppensieger, die Gruppenzweiten und die fünf besten Gruppendritten erreichten die zweite Qualifikationsrunde.
Die 28 verbliebenen Mannschaften wurden auf sieben Gruppen zu je vier Mannschaften aufgeteilt. Nur die Gruppensieger qualifizierten sich für das Finalturnier.

## Vorrunde

### Gruppe A
| Pl. | Land        | Sp. | S | U | N | Tore    | Punkte |
| --- | ----------- | --- | - | - | - | ------- | ------ |
| 1.  | Deutschland | 3   | 2 | 1 | 0 | 007:100 | 07     |
| 2.  | Dänemark    | 3   | 1 | 1 | 1 | 002:300 | 04     |
| 3.  | Schweden    | 3   | 0 | 3 | 0 | 001:100 | 03     |
| 4.  | Belgien     | 3   | 0 | 1 | 2 | 001:600 | 01     |

|                             |   |             |     |
| 11. Juli 2006 in Bern       |   |             |     |
| Deutschland                 | – | Schweden    | 1:1 |
| 11. Juli 2006 in Solothurn  |   |             |     |
| Dänemark                    | – | Belgien     | 2:1 |
| 13. Juli 2006 in Langenthal |   |             |     |
| Deutschland                 | – | Dänemark    | 2:0 |
| 13. Juli 2006 in Bern       |   |             |     |
| Schweden                    | – | Belgien     | 0:0 |
| 16. Juli 2006 in Solothurn  |   |             |     |
| Belgien                     | – | Deutschland | 0:4 |
| 16. Juli 2006 in Langenthal |   |             |     |
| Schweden                    | – | Dänemark    | 0:0 |

### Gruppe B
| Pl. | Land        | Sp. | S | U | N | Tore    | Punkte |
| --- | ----------- | --- | - | - | - | ------- | ------ |
| 1.  | Frankreich  | 3   | 3 | 0 | 0 | 008:100 | 09     |
| 2.  | Russland    | 3   | 2 | 0 | 1 | 008:600 | 06     |
| 3.  | Schweiz     | 3   | 1 | 0 | 2 | 003:500 | 03     |
| 4.  | Niederlande | 3   | 0 | 0 | 3 | 001:800 | 0      |

|                               |   |             |     |
| 11. Juli 2006 in Schaffhausen |   |             |     |
| Russland                      | – | Frankreich  | 1:4 |
| 11. Juli 2006 in Winterthur   |   |             |     |
| Schweiz                       | – | Niederlande | 2:0 |
| 13. Juli 2006 in Wil          |   |             |     |
| Niederlande                   | – | Frankreich  | 0:1 |
| 13. Juli 2006 in Schaffhausen |   |             |     |
| Schweiz                       | – | Russland    | 1:2 |
| 16. Juli 2006 in Wil          |   |             |     |
| Frankreich                    | – | Schweiz     | 3:0 |
| 16. Juli 2006 in Winterthur   |   |             |     |
| Niederlande                   | – | Russland    | 1:5 |

## Finalrunde

### Halbfinale
|                            |   |          |     |
| 19. Juli 2006 in Bern      |   |          |     |
| Deutschland                | – | Russland | 4:0 |
| 19. Juli 2006 in Solothurn |   |          |     |
| Frankreich                 | – | Dänemark | 1:0 |

### Finale
| Deutschland                                      | Deutschland | Frankreich | Frankreich |
| ------------------------------------------------ | --- | --- | ---------- |
| Deutschland                                      | \| 17. Mai 2006 in Bern (Stadion Neufeld) \| \| Ergebnis: 3:0 (1:0) \| \| Schiedsrichter: Paloma Quintero Siles ( Spanien) \| | \| 17. Mai 2006 in Bern (Stadion Neufeld) \| \| Ergebnis: 3:0 (1:0) \| \| Schiedsrichter: Paloma Quintero Siles ( Spanien) \| | Frankreich |
| Deutschland                                      | Romina Holz – Monique Kerschowski (88. Daniela Löwenberg), Carolin Schiewe, Babett Peter, Meike Weber (88. Imke Wübbenhorst), Fatmire Bajramaj, Isabel Kerschowski, Nadine Keßler, Juliane Maier (70. Ann-Christin Angel), Juliane Höfler, Josephine Schlanke Cheftrainerin: Maren Meinert | Véronique Pons, Élodie Cordier, Livia Jean, Morgane Courteille, Caroline Pizzala, Jessica Houara, Nora Coton Pelagie (84. Aurélie Mula), Marie-Laure Delie, Inès Dahou (84. Chloé Mazaloubeaud), Mélodie Coudray, Eugénie Le Sommer (46. Hélène Plu) Cheftrainerin: Stéphane Pilard | Frankreich |
| Deutschland                                      | 1:0 Isabel Kerschowski (13.) 2:0 Isabel Kerschowski (53.) 3:0 Monique Kerschowski (75.) | | Frankreich |
| Deutschland                                      | Imke Wübbenhorst | Caroline Pizzala | Frankreich |
| 17. Mai 2006 in Bern (Stadion Neufeld)           | | |            |
| Ergebnis: 3:0 (1:0)                              | | |            |
| Schiedsrichter: Paloma Quintero Siles ( Spanien) | | |            |

## Beste Torschützinnen
| Rang | Spielerin          | Tore |
| ---- | ------------------ | ---- |
| 1    | Jelena Danilowa    | 7    |
| 2    | Marie-Laure Delie  | 5    |
| 3    | Isabel Kerschowski | 3    |

## Die deutsche Mannschaft
Bundestrainerin Maren Meinert nominierte folgenden Kader für das Turnier:
| Name                   | Verein                 | Geburtstag    | Spiele        | Tore          |
| Torhüterinnen          | Torhüterinnen          | Torhüterinnen | Torhüterinnen | Torhüterinnen |
| ---------------------- | ---------------------- | ------------- | ------------- | ------------- |
| Romina Holz            | 1. FC Saarbrücken      | 27.01.1988    | 5             | 0             |
| Kathrin Längert        | FCR 2001 Duisburg      | 04.06.1987    | 0             | 0             |
| Abwehrspielerinnen     |                        |               |               |               |
| Friederike Engel       | Hamburger SV           | 12.08.1987    | 3             | 0             |
| Juliane Höfler         | 1. FFC Turbine Potsdam | 15.03.1987    | 5             | 1             |
| Daniela Löwenberg      | SG Wattenscheid 09     | 11.01.1988    | 2             | 0             |
| Juliane Maier          | SV Titisee             | 09.04.1987    | 5             | 1             |
| Babett Peter           | 1. FFC Turbine Potsdam | 12.05.1988    | 5             | 0             |
| Carolin Schiewe        | 1. FFC Turbine Potsdam | 23.10.1988    | 5             | 0             |
| Josephine Schlanke     | 1. FFC Turbine Potsdam | 19.03.1988    | 5             | 0             |
| Mittelfeldspielerinnen |                        |               |               |               |
| Ann-Christine Angel    | TuS Niederkirchen      | 09.09.1987    | 4             | 1             |
| Fatmire Bajramaj       | FCR 2001 Duisburg      | 01.04.1988    | 5             | 1             |
| Nathalie Bock          | FFC Heike Rheine       | 21.10.1988    | 1             | 0             |
| Nadine Keßler          | 1. FC Saarbrücken      | 04.04.1988    | 5             | 2             |
| Meike Weber            | 1. FFC Frankfurt       | 30.03.1987    | 5             | 0             |
| Imke Wübbenhorst       | Hamburger SV           | 10.12.1988    | 2             | 0             |
| Angreiferinnen         |                        |               |               |               |
| Anna Blässe            | FF USV Jena            | 27.02.1987    | 3             | 1             |
| Isabel Kerschowski     | 1. FFC Turbine Potsdam | 22.01.1988    | 5             | 3             |
| Monique Kerschowski    | 1. FFC Turbine Potsdam | 22.01.1988    | 4             | 2             |